# 7e étape du Tour d'Italie 2016
Pour un article plus général, voir Tour d'Italie 2016.
La 7e étape du Tour d'Italie 2016 se déroule le vendredi 13 mai 2016, entre Sulmona et Foligno sur une distance de 210 km.

## Parcours
Le parcours est plat.

## Résultats

### Classement de l'étape
| Classement de l'étape | Classement de l'étape | Classement de l'étape | Classement de l'étape | Classement de l'étape |
|                       | Coureur               | Pays                  | Équipe                | Temps                 |
| --------------------- | --------------------- | --------------------- | --------------------- | --------------------- |
| 1er                   | André Greipel         | Allemagne             | Lotto-Soudal          | en 5 h 1 min 8 s      |
| 2e                    | Giacomo Nizzolo       | Italie                | Trek-Segafredo        | m.t                   |
| 3e                    | Sacha Modolo          | Italie                | Lampre-Merida         | m.t                   |
| 4e                    | Caleb Ewan            | Australie             | Orica-GreenEDGE       | m.t                   |
| 5e                    | Enrico Battaglin      | Italie                | Lotto NL-Jumbo        | m.t                   |
| 6e                    | Matteo Trentin        | Italie                | Etixx-Quick Step      | m.t                   |
| 7e                    | Alexander Porsev      | Russie                | Katusha               | m.t                   |
| 8e                    | Alexey Tsatevitch     | Russie                | Katusha               | m.t                   |
| 9e                    | Nicola Ruffoni        | Italie                | Bardiani CSF          | m.t                   |
| 10e                   | Elia Viviani          | Italie                | Sky                   | m.t                   |
| modifier              |                       |                       |                       |                       |

### Points attribués
|   | Cycliste        | Nat         | Équipe                     | Pts | Bonif |
| - | --------------- | ----------- | -------------------------- | --- | ----- |
| 1 | Giulio Ciccone  | Italie      | Bardiani CSF               | 20  | 3 s   |
| 2 | Stefan Denifl   | Autriche    | IAM                        | 12  | 2 s   |
| 3 | Stefan Küng     | Suisse      | BMC Racing                 | 8   | 1 s   |
| 4 | Axel Domont     | France      | AG2R La Mondiale           | 6   |       |
| 5 | Ilia Koshevoy   | Biélorussie | Lampre-Merida              | 4   |       |
| 6 | Daniel Martínez | Colombie    | Wilier Triestina-Southeast | 3   |       |
| 7 | Elia Viviani    | Italie      | Sky                        | 2   |       |
| 8 | Olivier Le Gac  | France      | FDJ                        | 1   |       |

|   | Cycliste        | Nat         | Équipe                     | Pts | Bonif |
| - | --------------- | ----------- | -------------------------- | --- | ----- |
| 1 | Stefan Küng     | Suisse      | BMC Racing                 | 20  | 3 s   |
| 2 | Giulio Ciccone  | Italie      | Bardiani CSF               | 12  | 2 s   |
| 3 | Ilia Koshevoy   | Biélorussie | Lampre-Merida              | 8   | 1 s   |
| 4 | Stefan Denifl   | Autriche    | IAM                        | 6   |       |
| 5 | Daniel Martínez | Colombie    | Wilier Triestina-Southeast | 4   |       |
| 6 | Alberto Bettiol | Italie      | Cannondale                 | 3   |       |
| 7 | Simon Clarke    | Australie   | Cannondale                 | 2   |       |
| 8 | Tim Wellens     | Belgique    | Lotto-Soudal               | 1   |       |

| - Sprint final de Foligno (km 211) \| \| Cycliste \| Nat \| Équipe \| Points \| Bonif \| \| -- \| ----------------- \| --------- \| -------------------------- \| ------ \| ----- \| \| 1 \| André Greipel \| Allemagne \| Lotto-Soudal \| 50 \| 10 s \| \| 2 \| Giacomo Nizzolo \| Italie \| Trek-Segafredo \| 35 \| 6 s \| \| 3 \| Sacha Modolo \| Italie \| Lampre-Merida \| 25 \| 4 s \| \| 4 \| Caleb Ewan \| Australie \| Orica-GreenEDGE \| 18 \| \| \| 5 \| Enrico Battaglin \| Italie \| Lotto NL-Jumbo \| 14 \| \| \| 6 \| Matteo Trentin \| Italie \| Etixx-Quick Step \| 12 \| \| \| 7 \| Alexander Porsev \| Russie \| Katusha \| 10 \| \| \| 8 \| Alexey Tsatevitch \| Russie \| Katusha \| 8 \| \| \| 9 \| Nicola Ruffoni \| Italie \| Bardiani CSF \| 7 \| \| \| 10 \| Elia Viviani \| Italie \| Sky \| 6 \| \| \| 11 \| Kristian Sbaragli \| Italie \| Dimension Data \| 5 \| \| \| 12 \| Manuel Belletti \| Italie \| Wilier Triestina-Southeast \| 4 \| \| \| 13 \| Arnaud Démare \| France \| FDJ \| 3 \| \| \| 14 \| Nikias Arndt \| Allemagne \| Giant-Alpecin \| 2 \| \| \| 15 \| Ivan Savitskiy \| Russie \| Gazprom-RusVelo \| 1 \| \| |                   |           |                            |        |       |
| | Cycliste          | Nat       | Équipe                     | Points | Bonif |
| 1 | André Greipel     | Allemagne | Lotto-Soudal               | 50     | 10 s  |
| 2 | Giacomo Nizzolo   | Italie    | Trek-Segafredo             | 35     | 6 s   |
| 3 | Sacha Modolo      | Italie    | Lampre-Merida              | 25     | 4 s   |
| 4 | Caleb Ewan        | Australie | Orica-GreenEDGE            | 18     |       |
| 5 | Enrico Battaglin  | Italie    | Lotto NL-Jumbo             | 14     |       |
| 6 | Matteo Trentin    | Italie    | Etixx-Quick Step           | 12     |       |
| 7 | Alexander Porsev  | Russie    | Katusha                    | 10     |       |
| 8 | Alexey Tsatevitch | Russie    | Katusha                    | 8      |       |
| 9 | Nicola Ruffoni    | Italie    | Bardiani CSF               | 7      |       |
| 10 | Elia Viviani      | Italie    | Sky                        | 6      |       |
| 11 | Kristian Sbaragli | Italie    | Dimension Data             | 5      |       |
| 12 | Manuel Belletti   | Italie    | Wilier Triestina-Southeast | 4      |       |
| 13 | Arnaud Démare     | France    | FDJ                        | 3      |       |
| 14 | Nikias Arndt      | Allemagne | Giant-Alpecin              | 2      |       |
| 15 | Ivan Savitskiy    | Russie    | Gazprom-RusVelo            | 1      |       |

### Cols et côtes
|   | Cycliste          | Pays      | Équipe             | Points |
| - | ----------------- | --------- | ------------------ | ------ |
| 1 | Stefan Küng       | Suisse    | BMC Racing         | 15     |
| 2 | Jay McCarthy      | Australie | Tinkoff            | 8      |
| 3 | Patrick Gretsch   | Allemagne | AG2R La Mondiale   | 6      |
| 4 | Tim Wellens       | Belgique  | Lotto-Soudal       | 4      |
| 5 | Damiano Cunego    | Italie    | Nippo-Vini Fantini | 2      |
| 6 | Giovanni Visconti | Italie    | Movistar           | 1      |

|   | Cycliste        | Pays     | Équipe                     | Points |
| - | --------------- | -------- | -------------------------- | ------ |
| 1 | Daniel Martínez | Colombie | Wilier Triestina-Southeast | 3      |
| 2 | Giulio Ciccone  | Italie   | Bardiani CSF               | 2      |
| 3 | Axel Domont     | France   | AG2R La Mondiale           | 1      |

### Classement au temps par équipes
| Classement par équipes au temps | Classement par équipes au temps | Classement par équipes au temps | Classement par équipes au temps |
|                                 | Équipe                          | Pays                            | Temps                           |
| ------------------------------- | ------------------------------- | ------------------------------- | ------------------------------- |
| 1re                             | Katusha                         | Russie                          | en 15 h 3 min 24 s              |
| 2e                              | Giant-Alpecin                   | Allemagne                       | m.t                             |
| 3e                              | Sky                             | Royaume-Uni                     | m.t                             |
| modifier                        |                                 |                                 |                                 |

### Classement aux points par équipes
| Classement par équipes aux points | Classement par équipes aux points | Classement par équipes aux points | Classement par équipes aux points | Classement par équipes aux points |
|                                   | Équipes                           | Pays                              |                                   | Point(s)                          |
| --------------------------------- | --------------------------------- | --------------------------------- | --------------------------------- | --------------------------------- |
| 1re                               | Lotto-Soudal                      | Belgique                          |                                   | 50                                |
| 2e                                | Trek-Segafredo                    | États-Unis                        |                                   | 35                                |
| 3e                                | Lampre-Merida                     | Italie                            |                                   | 29                                |
| modifier                          |                                   |                                   |                                   |                                   |

## Classements à l'issue de l'étape

### Classement général
| Classement général | Classement général  | Classement général | Classement général | Classement général  |
|                    | Coureur             | Pays               | Équipe             | Temps               |
| ------------------ | ------------------- | ------------------ | ------------------ | ------------------- |
| 1er                | Tom Dumoulin        | Pays-Bas           | Giant-Alpecin      | en 29 h 23 min 23 s |
| 2e                 | Jakob Fuglsang      | Danemark           | Astana             | + 26 s              |
| 3e                 | Ilnur Zakarin       | Russie             | Katusha            | + 28 s              |
| 4e                 | Bob Jungels         | Luxembourg         | Etixx-Quick Step   | + 35 s              |
| 5e                 | Steven Kruijswijk   | Pays-Bas           | Lotto NL-Jumbo     | + 38 s              |
| 6e                 | Alejandro Valverde  | Espagne            | Movistar           | + 41 s              |
| 7e                 | Diego Ulissi        | Italie             | Lampre-Merida      | + 41 s              |
| 8e                 | Vincenzo Nibali     | Italie             | Astana             | + 47 s              |
| 9e                 | Kanstantsin Siutsou | Biélorussie        | Dimension Data     | + 49 s              |
| 10e                | Rigoberto Urán      | Colombie           | Cannondale         | + 51 s              |
| modifier           |                     |                    |                    |                     |

### Classement du meilleur jeune
| Classement du meilleur jeune | Classement du meilleur jeune | Classement du meilleur jeune | Classement du meilleur jeune | Classement du meilleur jeune |
|                              | Coureur                      | Pays                         | Équipe                       | Temps                        |
| ---------------------------- | ---------------------------- | ---------------------------- | ---------------------------- | ---------------------------- |
| 1er                          | Bob Jungels                  | Luxembourg                   | Etixx-Quick Step             | en 29 h 23 min 58 s          |
| 2e                           | Davide Formolo               | Italie                       | Cannondale                   | + 1 min 25 s                 |
| 3e                           | Carlos Verona                | Espagne                      | Etixx-Quick Step             | + 1 min 52 s                 |
| 4e                           | Sebastián Henao              | Colombie                     | Sky                          | + 3 min 23 s                 |
| 5e                           | Valerio Conti                | Italie                       | Lampre-Merida                | + 4 min 35 s                 |
| modifier                     |                              |                              |                              |                              |

### Classement aux points
| Classement par points | Classement par points | Classement par points | Classement par points | Classement par points |
| --------------------- | --------------------- | --------------------- | --------------------- | --------------------- |
|                       | Coureur               | Pays                  | Équipe                | Point(s)              |
| 1er                   | André Greipel         | Allemagne             | Lotto-Soudal          | 119 points            |
| 2e                    | Marcel Kittel         | Allemagne             | Etixx-Quick Step      | 106 pts               |
| 3e                    | Arnaud Démare         | France                | FDJ                   | 91 pts                |
| 4e                    | Maarten Tjallingii    | Pays-Bas              | Lotto NL-Jumbo        | 80 pts                |
| 5e                    | Giacomo Nizzolo       | Italie                | Trek-Segafredo        | 78 pts                |
| modifier              |                       |                       |                       |                       |

### Classement du meilleur grimpeur
| Classement du meilleur grimpeur | Classement du meilleur grimpeur | Classement du meilleur grimpeur | Classement du meilleur grimpeur | Classement du meilleur grimpeur |
| ------------------------------- | ------------------------------- | ------------------------------- | ------------------------------- | ------------------------------- |
|                                 | Coureur                         | Pays                            | Équipe                          | Point(s)                        |
| 1er                             | Tim Wellens                     | Belgique                        | Lotto-Soudal                    | 21 points                       |
| 2e                              | Damiano Cunego                  | Italie                          | Nippo-Vini Fantini              | 20 pts                          |
| 3e                              | Alessandro Bisolti              | Italie                          | Nippo-Vini Fantini              | 16 pts                          |
| 4e                              | Stefan Küng                     | Suisse                          | BMC Racing                      | 15 pts                          |
| 5e                              | Jakob Fuglsang                  | Danemark                        | Astana                          | 8 pts                           |
| modifier                        |                                 |                                 |                                 |                                 |

### Classements par équipes

#### Classement au temps
| Classement par équipes au temps | Classement par équipes au temps | Classement par équipes au temps | Classement par équipes au temps |
|                                 | Équipe                          | Pays                            | Temps                           |
| ------------------------------- | ------------------------------- | ------------------------------- | ------------------------------- |
| 1re                             | Astana                          | Kazakhstan                      | en 88 h 12 min 17 s             |
| 2e                              | Etixx-Quick Step                | Belgique                        | + 1 min 23 s                    |
| 3e                              | Sky                             | Royaume-Uni                     | + 1 min 23 s                    |
| modifier                        |                                 |                                 |                                 |

#### Classement aux points
| Classement par équipes aux points | Classement par équipes aux points | Classement par équipes aux points | Classement par équipes aux points | Classement par équipes aux points |
|                                   | Équipes                           | Pays                              |                                   | Point(s)                          |
| --------------------------------- | --------------------------------- | --------------------------------- | --------------------------------- | --------------------------------- |
| 1re                               | Lotto-Soudal                      | Belgique                          |                                   | 181                               |
| 2e                                | Etixx-Quick Step                  | Belgique                          |                                   | 179                               |
| 3e                                | Lotto NL-Jumbo                    | Pays-Bas                          |                                   | 155                               |
| modifier                          |                                   |                                   |                                   |                                   |

### Abandons
- 95 -  Matteo Pelucchi (IAM) : non partant
- 97 -  Lawrence Warbasse (IAM) : non partant
- 125 -  Javier Moreno (Movistar) : abandon